# 猿江
猿江（さるえ）は、東京都江東区の地名で、旧深川区に当たる深川地域内である。現行行政地名は猿江一丁目および猿江二丁目。住居表示実施済区域。

## 概要
深川地域東部の中でも数少ない江戸時代以前から陸地が広がるエリアであり、「深川猿江」の名で長く親しまれている町である。

## 地理
深川地域の北東に位置し、墨田区（菊川）との区境に当たる。
河川・橋
- 大横川
  - 猿江橋
- 小名木川
  - 小名木川クローバー橋
  - 小名木川橋
  - 小松橋
  - 新扇橋
- 横十間川
  - 大島橋

猿江恩賜公園は猿江にはなく、住吉2丁目と毛利2丁目にまたがっている。

### 地価
住宅地の地価は、2024年（令和6年）7月1日の地価調査によれば、猿江2-9-4の地点で69万5000円/m2となっている。

## 歴史
1910年（明治43年）8月には、明治43年の大水害に見舞われ一帯が水没した。
1921年（大正10年）、猿江小学校の校舎が完成。小学校の校舎として日本初の鉄筋コンクリート構造であった。
1923年（大正12年）9月1日の関東大震災では地区のほとんどが甚大な被害を受けたほか、1945年（昭和20年）3月10日の東京大空襲でも工場地帯であったため、本所区と並んで深川区はアメリカ軍の標的の中心となった場所としても知られている。
1934年（昭和9年）に、深川東町の一部、深川猿江裏町の一部、深川猿江町、深川本村町の一部、深川上大島町を合併し深川猿江町とし、1968年（昭和43年）に猿江となった。
町並みは江戸時代の長屋の町割りの名残で、細い路地が碁盤の目のように縦横に交差している。
戦前は、狭い路地に木造家屋がひしめく典型的な下町であったが、戦後の区画整理で狭い道は無くなり、最近では古い家も少なくなり、近年はマンションやアパートが立ち並ぶ住宅地になっている。

## 地名の由来
地名の由来は、1058年頃（康平）に「源義家臣猿藤太」と書かれた鎧を着た武士の遺体がこの地の入江に流れ着き、住民たちが祠を建て手厚く弔ったという伝説による。海岸に面した漁師町だったとされ、既に江戸時代では猿江村と呼ばれていたことが当時の地図などから窺い知れる。

## 世帯数と人口
2023年（令和5年）1月1日現在（東京都発表）の世帯数と人口は以下の通りである。
| 丁目       | 世帯数    | 人口    |
| ---------- | --------- | ------- |
| 猿江一丁目 | 1,812世帯 | 3,284人 |
| 猿江二丁目 | 1,542世帯 | 2,945人 |
| 計         | 3,354世帯 | 6,229人 |

### 人口の変遷
国勢調査による人口の推移。
| 年                 | 人口  |
| ------------------ | ----- |
| 1995年（平成7年）  | 5,801 |
| 2000年（平成12年） | 5,464 |
| 2005年（平成17年） | 5,897 |
| 2010年（平成22年） | 5,650 |
| 2015年（平成27年） | 5,711 |
| 2020年（令和2年）  | 6,415 |

### 世帯数の変遷
国勢調査による世帯数の推移。
| 年                 | 世帯数 |
| ------------------ | ------ |
| 1995年（平成7年）  | 2,443  |
| 2000年（平成12年） | 2,413  |
| 2005年（平成17年） | 2,684  |
| 2010年（平成22年） | 2,657  |
| 2015年（平成27年） | 2,740  |
| 2020年（令和2年）  | 3,344  |

## 学区
区立小・中学校に通う場合、学区は以下の通りとなる（2023年4月時点）。
| 丁目       | 番地     | 小学校             | 中学校                 |
| ---------- | -------- | ------------------ | ---------------------- |
| 猿江一丁目 | 全域     | 江東区立東川小学校 | 江東区立深川第七中学校 |
| 猿江二丁目 | 1～11番  | 江東区立東川小学校 | 江東区立深川第七中学校 |
| 猿江二丁目 | 12〜16番 | 江東区立毛利小学校 | 江東区立深川第七中学校 |

## 事業所
2021年（令和3年）現在の経済センサス調査による事業所数と従業員数は以下の通りである。
| 丁目       | 事業所数  | 従業員数 |
| ---------- | --------- | -------- |
| 猿江一丁目 | 101事業所 | 1,120人  |
| 猿江二丁目 | 103事業所 | 2,883人  |
| 計         | 204事業所 | 4,003人  |

### 事業者数の変遷
経済センサスによる事業所数の推移。
| 年                 | 事業者数 |
| ------------------ | -------- |
| 2016年（平成28年） | 207      |
| 2021年（令和3年）  | 204      |

### 従業員数の変遷
経済センサスによる従業員数の推移。
| 年                 | 従業員数 |
| ------------------ | -------- |
| 2016年（平成28年） | 2,509    |
| 2021年（令和3年）  | 4,003    |

## 施設
行政
- 江東西税務署
- 東京都立墨東特別支援学校
- 扇橋閘門管理所

公園
- 猿江一丁目公園
- 猿江二丁目公園

施設
- アサヒペン東京本社（登記上の本店は大阪市鶴見区）
- 大和自動車交通株式会社
- 株式会社カメセ水産
- FC東京深川グランド
- ライフ深川猿江店
- NITORI（ニトリ） ホームズ江東猿江店

寺社
- 猿江神社
- 重願寺

## 交通
鉄道
- 東京メトロ半蔵門線  住吉駅 - 出入口が設けられており、都営新宿線への連絡通路が設けられている。 ＊東京メトロの住吉駅の所在地は猿江2丁目である。

道路
- 東京都道465号深川吾嬬町線（四ツ目通り）

## 画像一覧

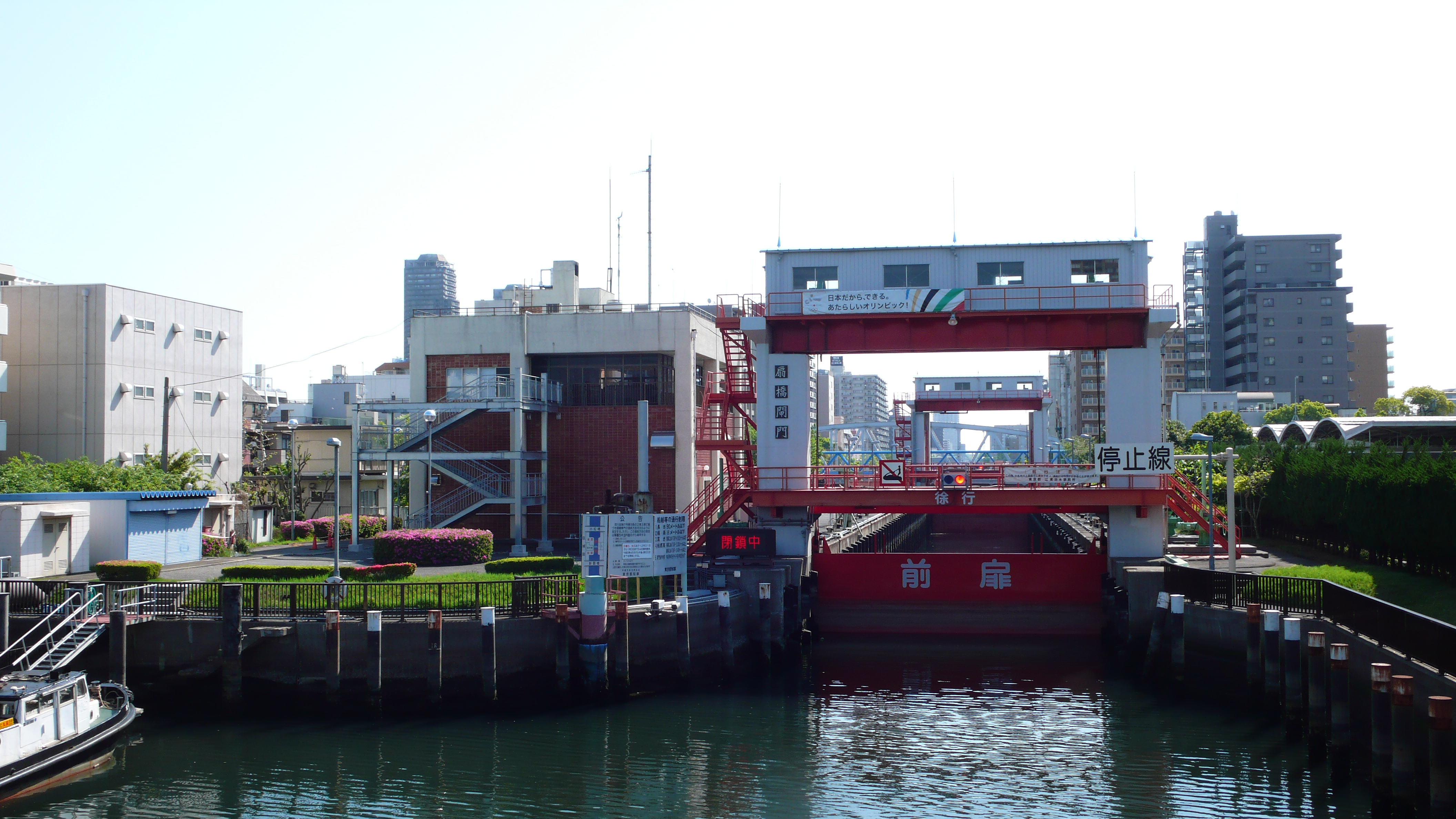
扇橋閘門

## その他

### 日本郵便
- 郵便番号 : 135-0003[3]（集配局 : 深川郵便局[18]）。